# Скрантон (Пенсильвания)
Скрантон (англ. Scranton) — город в США, в штате Пенсильвания. Согласно переписи населения в 2020 году население Скрантона составляло 76 328 человек.

## Климат
| Показатель                    | Янв.  | Фев.  | Март | Апр. | Май  | Июнь | Июль | Авг. | Сен. | Окт. | Нояб. | Дек.  | Год   |
| ----------------------------- | ----- | ----- | ---- | ---- | ---- | ---- | ---- | ---- | ---- | ---- | ----- | ----- | ----- |
| Абсолютный максимум, °C       | 19,4  | 21,7  | 29,4 | 33,9 | 33,9 | 36,1 | 38,3 | 36,7 | 35   | 30,6 | 26,7  | 21,7  | 38,3  |
| Средний суточный максимум, °C | 0,5   | 2,1   | 7,7  | 14,9 | 20,9 | 25,4 | 27,8 | 26,8 | 22,5 | 15,9 | 9,6   | 3     | 14,8  |
| Средняя температура, °C       | −3,5  | −2,3  | 2,8  | 9,2  | 14,9 | 19,7 | 22,1 | 21,2 | 17,1 | 10,7 | 5,3   | −0,7  | 9,7   |
| Средний суточный минимум, °C  | −7,4  | −6,7  | −2,1 | 3,5  | 9    | 13,8 | 16,4 | 15,7 | 11,6 | 5,4  | 1,1   | −4,4  | 4,7   |
| Абсолютный минимум, °C        | −29,4 | −26,7 | −20  | −10  | −2,8 | 1,1  | 6,1  | 3,3  | −1,1 | −7,2 | −12,8 | −22,8 | −29,4 |
| Норма осадков, мм             | 60    | 50    | 67   | 79   | 88   | 101  | 91   | 86   | 97   | 80   | 77    | 67    | 943   |
| Источник: Weatherbase         |       |       |      |      |      |      |      |      |      |      |       |       |       |

## Экономика
В 1908 году компания DL&W Railroad открыла в Скрантоне паровозоремонтное депо. В 1953 году предприятие было приобретено армией США и перепрофилировано в завод боеприпасов, отметилось производством 155-миллиметровых артиллерийских боеприпасов для Украины для отражения российского вторжения.
Это способствовало экономическому росту города и северо-востока Пенсильвании, ранее страдавшего десятилетиями из-за закрытия шахт и текстильных заводов.

## Культура

### Достопримечательности
- Музей городского электрического трамвая
- Мост Харрисон-авеню
- Скрантонская ратуша
- Дом Джозефа Кассеса
- Здание Великой армии республики
- Финч-билдинг
- Здание окружного суда Лакаванны
- Культурный центр
- Доменные печи
- Собор Святого Станислава

## Известные уроженцы
- Джейн Джекобс (1916—2006) — канадско-американская писательница;
- Джо Байден (род. 1942) — 46-й президент США с 20 января 2021 года по 20 января 2025 год.

## Города-побратимы
- Трнава, Словакия
- Балаково, Россия
- Баллина (Мейо), Ирландия
- Перуджа, Италия
- Сан-Марино